# Discarded Existence
Discarded Existence je drugi studijski album slovenske thrash metal skupine Panikk, izdan marca 2017 pri Xtreem Music. Vsebuje devet pesmi. Osem jih je zapetih v angleščini, ena pa je instrumentalna. Album je prejel veliko mednarodne pozornosti, tudi po objavi kanala New Wave Of Old School Thrash Metal na portalu youtube, ter požel večinoma pozitivne odzive tako poslušalstva kot kritike.

## Zgodovina
Po albumu Unbearable Conditions iz leta 2013 in demu Pass the Time iz leta 2015, je skupina leta 2017 pri španski založbi Xtreem Music izdala Discarded Existence. Na njem so slišni močni vplivi zgodnjega thrash metala v stilu skupin Vio-lence in Testament, zato nekateri njihovo zvrst imenujejo tudi retro thrash in old school thrash, trendu pa New wave of old school thrash metal.

## Sprejem
Discarded Existence je prejel večinoma pozitivne kritike tako občinstva kot kritike. Dr. Wymd je za Angry Metal Guy albumu prisodil 2.5 zvezdice od 5, kjer je pohvalil retro-thrash izvedbo pesmi, a vseeno ni našel tistega, kar skupino povleče iz povprečja.  V. Srikar je na portalu Metal Temple album ocenil s 3 od 5 z razlago, da je Discarded Existence dober izdelek in ga priporočal oboževalcem žanra, da pa mu zmanjka raznolikosti in pristnosti. Nasprotno je Eric Ward za The Metal Observer pohvalil raznovrstnost kitarskih riffov in sploh pesmi, da držijo poslušalca skozi celoten album.
Ivan Cepanec je za Radio Študent zapisal: "Temam primerno je glasba benda Panikk izredno neposredna in udarna. Tega, prosim, ne enačite z enostavna, saj Panikk v odklonu od marsikaterega modernega thrasha ne ponujajo enostavnih kitarskih linij, enoličnih bobnov in predvidljivih pesemskih struktur, temveč stvar kar pošteno zakomplicirajo, s čimer dosežejo zahtevno poslušalsko izkušnjo, po drugi strani pa niti najmanj ne izgubijo na agresiji. Še vedno so očitni vplivi Vio-Lence, Dark Angel, zgodnjih Testament in Exodus, a v veliki meri se napadalnost Panikk naslanja tudi na bolj death thrash metal bende, kot so Devastation, Exhorder in seveda Demolition Hammer. Vzdrževanje nivoja agresije od začetka do konca je naloga, ki jo kitarist/vokalist Gašper Flere, kitarist Jaka Črešnar, basist Rok Vrčkovnik in bobnar Črt Valentić opravijo z odliko." V nasprotju z The Metal Observer je obžaloval dejstvo, da je album predolg, in da zato nenehna agresija sčasoma razvodeni v enoličnost.

## Seznam pesmi
| Št.             | Naslov                | Dolžina |
| --------------- | --------------------- | ------- |
| 1.              | „Instigator of War‟   | 6:01    |
| 2.              | „Sedated in Utopia‟   | 4:19    |
| 3.              | „Under Pretence‟      | 4:49    |
| 4.              | „Individual Right‟    | 4:13    |
| 5.              | „Rotten Cells‟        | 5:56    |
| 6.              | „Discarded Existence‟ | 4:32    |
| 7.              | „Eyes Don't Lie‟      | 3:42    |
| 8.              | „Reconstruction‟      | 5:01    |
| 9.              | „Outro‟               | 1:58    |
| Skupna dolžina: | Skupna dolžina:       | 40:31   |

## Zasedba

### Panikk
- Gašper Flere — vokal, kitara
- Rok Vrčkovnik — bas kitara
- Črt Valentić — bobni
- Jaka Črešnar — kitara